# XXXV Puchar Gordona Bennetta (balonowy)
35 Puchar Gordona Bennetta – zawody balonów wolnych o Puchar Gordona Bennetta zorganizowane w gminie Lech w Austrii. Start nastąpił 21 września 1991 roku.

## Uczestnicy
Wyniki zawodów.
| Zajęte miejsce | Balon             | Załoga Pilot Pomocnik pilota      | Kraj                                 | Czas lotu [h] | Odległość [km]  | Miejsce lądowania                 |
| -------------- | ----------------- | --------------------------------- | ------------------------------------ | ------------- | --------------- | --------------------------------- |
| 1.             | D-EUREGIO         | Volker Kuinke Jürgen Schubert     | Niemcy                               | 44:18         | 1024,90         | Nielisz, Zamość (POL)             |
| 2.             | OE-PZS Polarstern | Josef Starkbaum Gerd Scholz       | Austria                              | 41:48         | 927,20          | Nabrad, Fehergyarmad (HUN)        |
| 3.             | SP-BZO Polonez    | Stefan Makné Grzegorz Antkowiak   | Polska                               | 36:58         | 631,30          | Dorog (HUN)                       |
| 4.             |                   | Silvia Wagner Thomas Lewetz       | Austria                              | 28:05         | 520,80          | Brno (F_CHE)                      |
| 5.             |                   | Karl Spenger Christian Stoll      | Szwajcaria                           | 20:42         | 511,80          | Pölöske (HUN)                     |
| 6.             |                   | Alan Fraenckel Jackie Robertson   | Wyspy Dziewicze Stanów Zjednoczonych | 20:51         | 465,10          | Oberwarth (AUT)                   |
| 7.             |                   | Rolf Sutter Alfred Nater          | Szwajcaria                           | 20:51         | 426,90          | Siegersdorf, Graz (AUT)           |
| 8.             |                   | Thomas Fink Rainer Haßold         | Niemcy                               | 20:52         | 408,90          | Eisenthal, Graz (AUT)             |
| 9.             |                   | Helma Sjuts Alfred Derks          | Niemcy                               | 21:57         | 407,50          | Kumberg, Graz (AUT)               |
| 10.            |                   | John Mike Wallace Ronald G. Senez | Stany Zjednoczone                    | 10:13         | 289,50          | Villach (AUT)                     |
| 11.            |                   | Gordon Boring Walter Noeske       | Stany Zjednoczone                    | 18:25         | 289,50          | Gschwand-Gmunden (AUT)            |
| 12.            | SP-BZR Polonia    | Piotr Szary Waldemar Ozga         | Polska                               | 10:48         | 260,30          | Gmünd, Karinthia (AUT)            |
| 13.            |                   | Randy Woods Fred T. Gorell        | Stany Zjednoczone                    | 07:26         | 151,50          | Wörgl (AUT)                       |
| 14.            |                   | Gerold Signer Silvan Osterwalder  | Szwajcaria                           | 10:22         | dyskwalifikacja | Pollhov-Gradec, Ljubliana (F_YUG) |